# کائورو ایکیا (کارگردان)
کائورو ایکیا (انگلیسی: Kaoru Ikeya؛ زادهٔ ۱۴ اکتبر ۱۹۵۸) کارگردان فیلم اهل ژاپن است.